# Svarttjärnen (Nordmarks socken, Värmland, 665421-140407)
Svarttjärnen är en sjö i Filipstads kommun i Värmland och ingår i Göta älvs huvudavrinningsområde. Sjöns area är 0,017 kvadratkilometer och den befinner sig 255 meter över havet.